# World Be Gone Tour (1º etapa)
World Be Gone Tour es la decimoséptima gira del dúo británico Erasure del año 2017 con la representación a su álbum World Be Gone. En la gira, además de presentar el álbum, se tocaron algunas canciones que no se tocaban desde hace mucho tiempo y algunas que nunca habían sido tocadas como Here I Go Impossible Again.

## Banda
- Andy Bell (Cantante)
- Vince Clarke (Tecladista, guitarrista)
- Valerie Chalmers (Corista)
- Emma Whittle (Corista)

## Temas interpretados
1. Breath of Life
2. Drama!
3. It Doesn't Have to Be
4. Love You to the Sky
5. Oh L'Amour
6. Ship of Fools
7. Chorus
8. Oh What A World
9. Just A Little Love
10. Blue Savannah
11. In My Arms
12. Sweet Summer Loving
13. Knocking On Your Door
14. Love to Hate You
15. Sometimes
16. A Bitter Parting
17. Still It's Not Over
18. Phantom Bride
19. Here I Go Impossible Again
20. Stop!
21. Chains of Love
22. Always
23. World Be Gone
24. Lousy Sum Of Nothing
25. Take Me Out Of Myself
26. Victim of Love
27. A Little Respect[1]

## Detalles
Esta minigira de 3 presentaciones antecede a la gira de estadios que hará Erasure como invitado del Heavy Entertainment Show de Robbie Williams desde junio de 2017.

La gira arrancó con 27 temas y después de solo una fecha, la redujeron a 25 (sacaron Oh What A World y Knocking on Your Door).

También se realizaron tres fechas por afuera del Heavy Entertainment Show, en el Roskilde Festival -Dinamarca-, en el CSD (Colonia, Alemania) y en el ARTE (Berlín, Alemania) donde se tocaron setlists más extendidos que en los del Heavy Entertainment Show, similares a las presentaciones de World Be Gone pero con menos temas de la nueva placa.
La gira propia y en exclusiva de presentación de World Be Gone, se reanudará en 2018.